# Asopinae

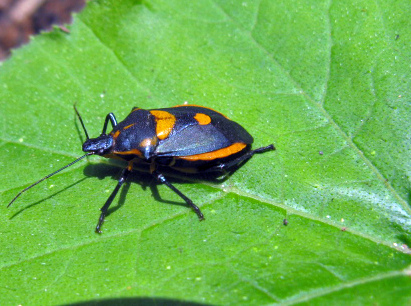
Euthyrhynchus floridanus

Asopinae – podrodzina pluskwiaków różnoskrzydłych z rodziny tarczówkowatych.
Pluskwiaki te mają grubą na całej długości kłujkę, rozpoczynającą przy przednich krawędziach głowy i bukuli oraz mniej lub więcej trójkątną tarczkę, sięgającą najwyżej nieco za połowę odwłoka, przykrywającą niewielki fragment półpokryw. Kłujka zazwyczaj osiąga lub przekracza tylne biodra. Odnóża u przedstawicieli Cecyrina i Heteroscelis mają liściowatego kształtu golenie. W genitaliach samców płytka pygoforu umiejscowiona jest poniżej paramer lub pośrodkowo w stosunku do nich.
Spośród tarczówek wyróżnia je typowe drapieżnictwo.
Takson kosmopolityczny.
W 2011 roku znanych było 299 gatunków z 66 rodzajów. Zalicza się tu m.in.: 
- Amphidexius Bergroth, 1918
- Afrius Stål, 1870
- Alcaeorrhynchus Bergroth, 1891
- Amyotea Ellenrieder, 1862
- Anasida Karsch, 1892
- Andrallus Bergroth, 1906
- Apateticus Dallas, 1851
- Apoecilus Stål, 1870
- Arma Hahn, 1832 – wojnica
- Australojalla Thomas, 1994
- Blachia Walker, 1867
- Brontocoris Thomas, 1992
- Bulbostethus Ruckes, 1960
- Canthecona Amyot et Serville, 1843
- Cantheconidea Schouteden, 1907
- Cazira Amyot et Serville, 1843
- Cecyrina Walker, 1867
- Cermatulus Dallas, 1851
- Colpothyreus Stål, 1867
- Comperocoris Stål, 1867
- Coryzorhaphis Spinola, 1837
- Damarius Schouteden, 1907
- Dinorhynchus Jakovlev, 1876
- Discocera Laporte, 1833
- Dorycoris Mayr, 1864
- Ealda Walker, 1867
- Eocanthecona Bergroth, 1915
- Euthyrhynchus Dallas, 1851
- Friarius Schouteden, 1907
- Glypsus Dallas, 1851
- Hemallia Bergroth, 1908
- Heteroscelis Latreille, 1829
- Hoploxys Dallas, 1851
- Jalla Hahn, 1832
- Jalloides Schouteden, 1907
- Leptolobus Signoret, 1855
- Macrorhaphis Dallas, 1851
- Marmessulus Bergroth, 1891
- Martinina Schouteden, 1907
- Mecosoma Dallas, 1851
- Montrouzierellus Kirkaldy, 1908
- Oechalia Stål, 1862
- Oplomus Spinola, 1840
- Ornithosoma Kormilev, 1957
- Parajalla Distant, 1911
- Parealda Schouteden, 1907
- Perillus Stål, 1862
- Picromerus Amyot et Serville, 1843 – zbrojec
- Pinthaeus Stål, 1867 – napadacz
- Planopsis Schouteden, 1907
- Platynopiellus Thomas, 1994
- Platynopus Amyot et Serville, 1843
- Podisus Herrich-Schaeffer, 1851
- Ponapea Ruckes, 1963
- Pseudanasida Schouteden, 1907
- Rhacognathus Fieber, 1860
- Stilbotes Stål, 1871
- Stiretrus Laporte, 1833
- Supputius Distant, 1889
- Troilus Stål, 1867 – zawadzik
- Tylospilus Stål, 1870
- Tynacantha Dallas, 1851
- Tyrannocoris Thomas, 1992
- Zicrona Amyot et Serville, 1843 – porembica